# Euthima variegata
Euthima variegata là một loài bọ cánh cứng trong họ Cerambycidae.